# Rhys ab Owain
Rhys ab Owain (overleden 1078) was koning van Deheubarth (Zuidwest-Wales) van 1075 tot zijn dood. Het is onduidelijk wie heerste over Deheubarth tussen de dood van Rhys' broer Maredudd ab Owain in 1072 en 1075, vermoedelijk werd de heerschappij in deze tijd bevochten tussen enerzijds Rhys en zijn broer Hywel en anderzijds Caradog ap Gruffudd. 
In 1075 treedt Rhys naar voren als de persoon die verantwoordelijk was voor de dood door verraad van koning Bleddyn ap Cynfyn van Noord-Wales in Ystrad Tywi. Datzelfde jaar versloeg hij (vermoedelijk) in de Slag bij de Camddwr Goronwy en Llywelyn ap Cadwgan en Caradog ap Gruffudd. In 1077 versloeg Rhys Goronwy en Llywelyn opnieuw in de Slag bij Gweunytwl.
In 1078 trok Trahaearn ap Caradog, de koning van Gwynedd (Noord-Wales) op tegen Rhys, en Rhys werd verslagen in de Slag bij Pwllgwdig. Later datzelfde jaar sneuvelden Rhys en zijn broer Hywel in de strijd tegen Caradog ap Gruffudd. Hierna kwam Rhys ap Twdwr op als de nieuwe koning van Deheubarth.